# 알렉산더 슈미를
알렉산더 슈미를(독일어: Alexander Schmirl, 1989년 9월 19일~)은 오스트리아의 사격 선수로 주 종목은 소총이다. 2016년 하계 올림픽과 2024년 하계 올림픽 남자 소총 종목에 참가했으며 세계 선수권 대회에서 금메달 1개, 은메달 2개, 동메달 2개를 획득했다.